# Chi Loa kèn
Loa kèn, loa kèn thực thụ (danh pháp khoa học: Lilium) là một chi thực vật có hoa thân thảo mọc từ củ. Phần lớn các loài có nguồn gốc ôn đới Bắc bán cầu. Chúng bao gồm một chi với khoảng 110 loài trong họ Loa kèn (Liliaceae).
Các chi - bắt đầu từ nguồn gốc tiến hóa của nó trong dãy Himalaya - được tìm thấy trên tất cả các lục địa của Bắc bán cầu, nhất là ở các vùng khí hậu ôn hòa. Vùng phân bố chủ yếu là Trung Quốc (Đài Loan), trung tâm thứ cấp là Nhật Bản, Bắc Mỹ và châu Âu và vùng Kavkaz. Liên quan đến hoa Loa kèn gần nhất là các loại hoa thuộc chi Bối mẫu.
Chi này là loài cây hoa vườn quan trọng. Ngoài ra, chúng rất quan trọng về văn hóa và văn học trong nhiều thế giới. Một số loài đôi khi được trồng hoặc thu hoạch cho củ ăn được.
Các loài trong chi này là hoa loa kèn thật sự. Nhiều cây khác có tên "hoa loa kèn" trong cách gọi thông thường, một số trong đó là khá không liên quan đến hoa loa kèn thật sự.

## Hình ảnh

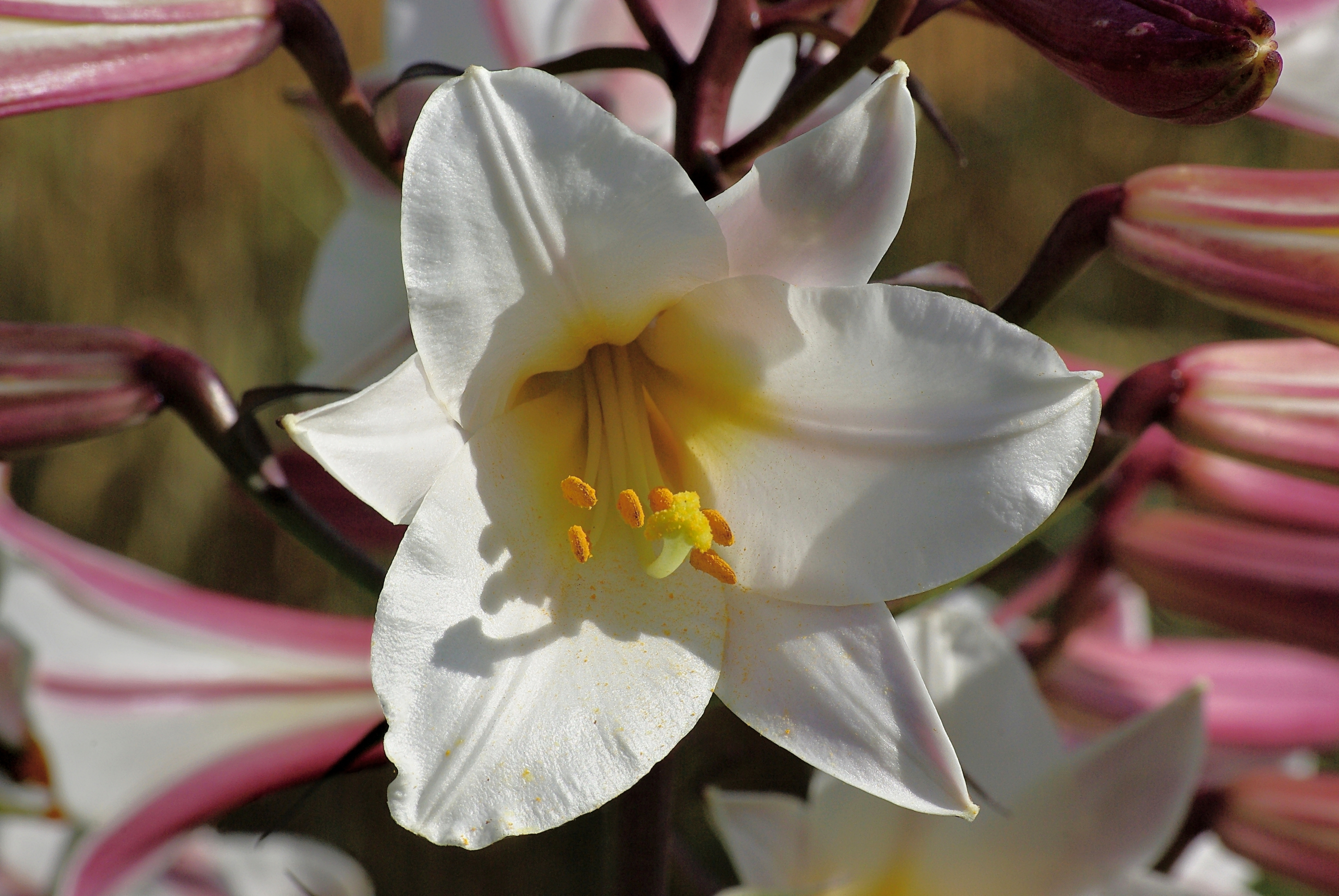
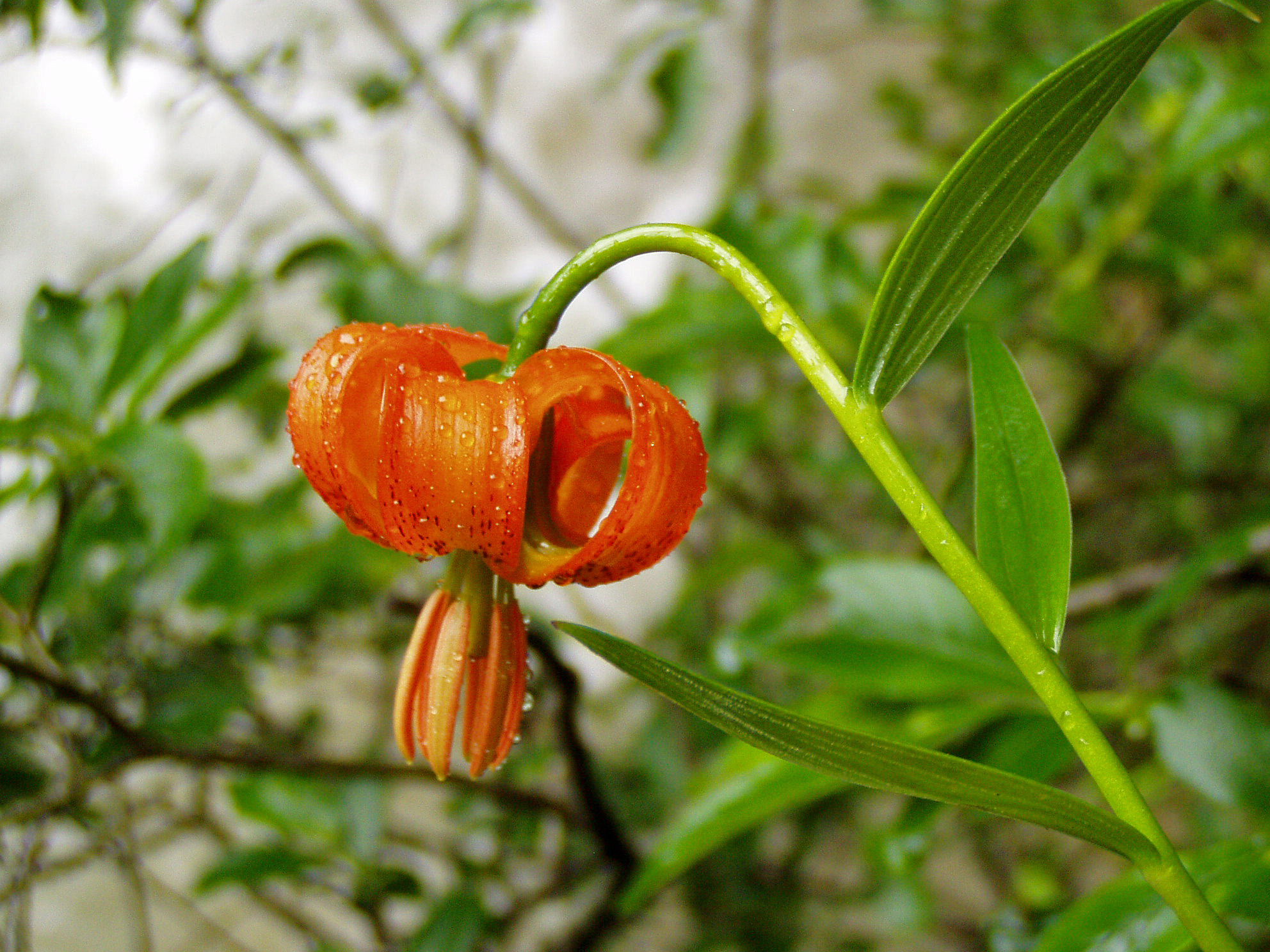
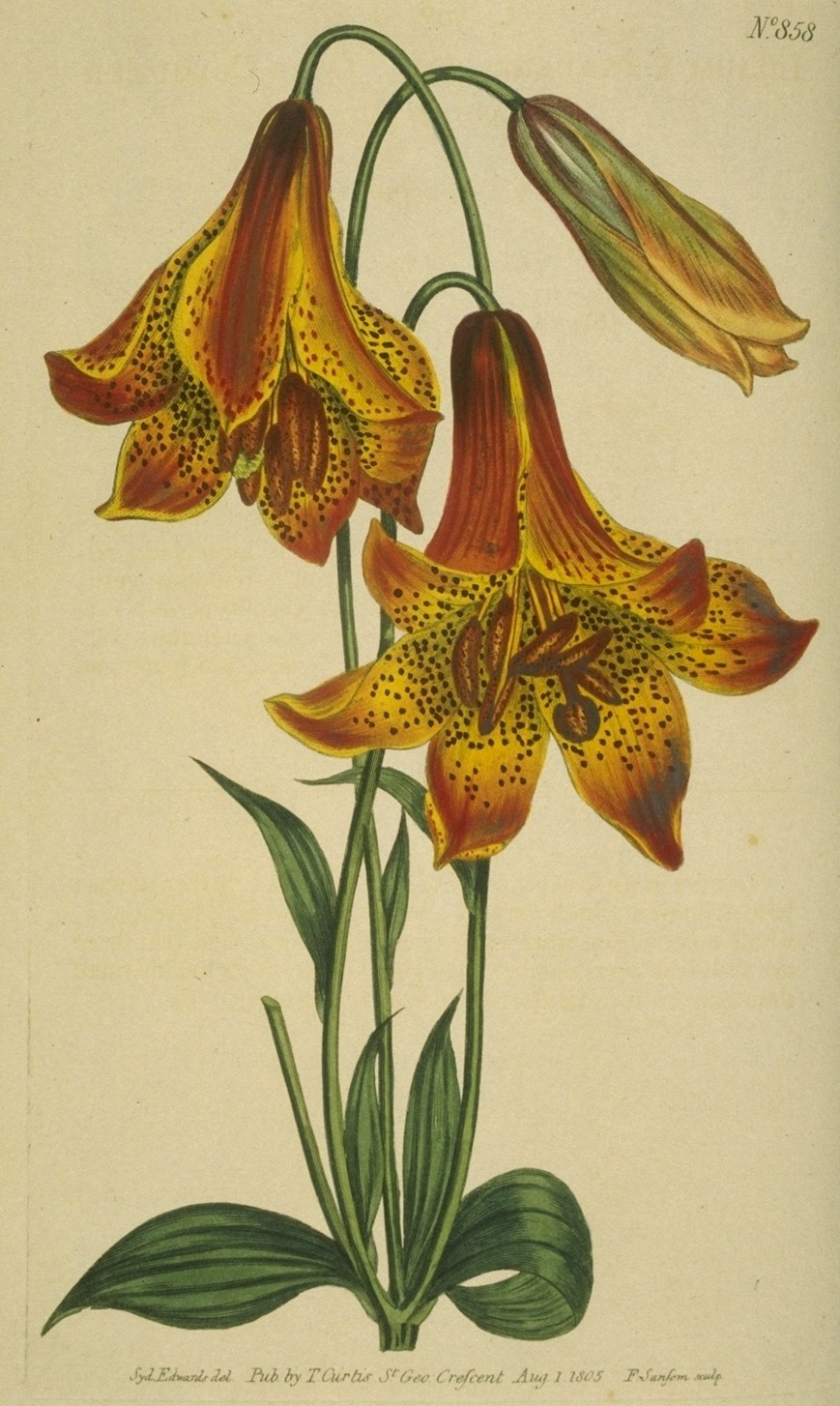
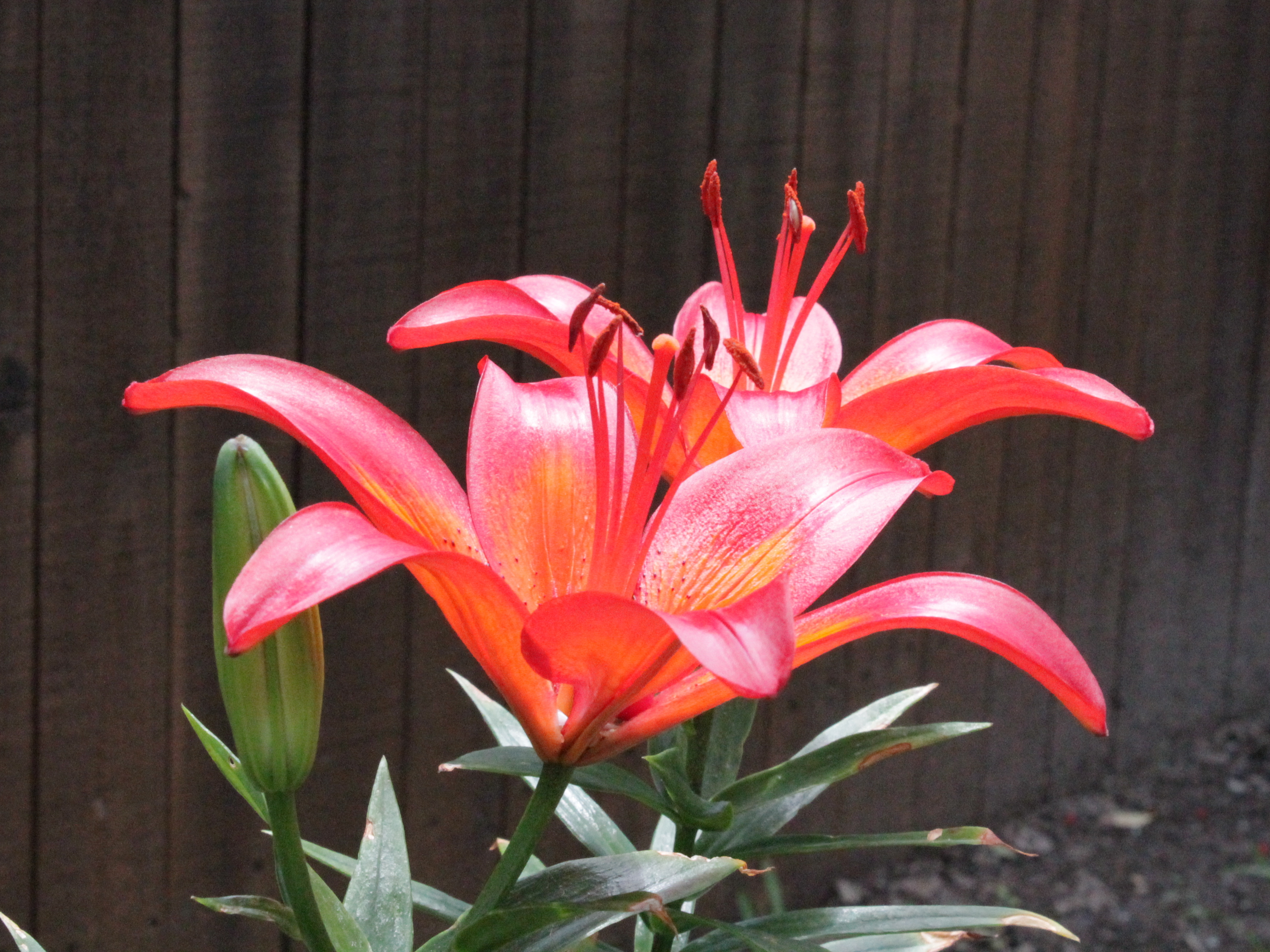

## Loài

### Section Martagon
|  | Lilium distichum    |                               |
|  | Lilium hansonii     |                               |
|  | Lilium martagon     | Martagon hoặc Turk's cap lily |
|  | Lilium medeoloides  |                               |
|  | Lilium tsingtauense |                               |

### Section Pseudolirium
|  | Lilium bolanderi       | Bolander's Lily                                  |
|  | Lilium puberulum       |                                                  |
|  | Lilium kelloggii       |                                                  |
|  | Lilium rubescens       |                                                  |
|  | Lilium washingtonianum | Washington Lily, Shasta Lily, hoặc Mt. Hood Lily |
|  | Lilium kelleyanum      |                                                  |
|  | Lilium maritimum       |                                                  |
|  | Lilium occidentale     |                                                  |
|  | Lilium pardalinum      | Panther hoặc Leopard lily                        |
|  | Lilium parryi          |                                                  |
|  | Lilium parvum          | Sierra tiger lily hoặc Alpine lily               |
|  | Lilium canadense       | Canada Lily hoặc Meadow Lily                     |
|  | Lilium grayi           |                                                  |
|  | Lilium iridollae       |                                                  |
|  | Lilium michiganense    | Michigan Lily                                    |
|  | Lilium michauxii       | Carolina Lily                                    |
|  | Lilium superbum        | Swamp lily hoặc American tiger lily              |
|  | Lilium pyrophilum      | Sandhills Lily                                   |
|  | Lilium catesbaei       |                                                  |
|  | Lilium philadelphicum  | Wood lily, Philadelphia lily hoặc prairie lily   |

### Section Liriotypus
|  | Lilium bulbiferum      | Orange Lily hoặc Fire Lily          |
|  | Lilium candidum        | Madonna lily                        |
|  | Lilium chalcedonicum   |                                     |
|  | Lilium kesselringianum |                                     |
|  | Lilium ledebourii      |                                     |
|  | Lilium szovitsianum    | Polish Lily                         |
|  | Lilium monadelphum     |                                     |
|  | Lilium pyrenaicum      |                                     |
|  | Lilium rhodopeum       |                                     |
|  | Lilium akkusianum      |                                     |
|  | Lilium bosniacum       | (Lilium carniolicum var. bosniacum) |
|  | Lilium carniolicum     |                                     |
|  | Lilium ciliatum        |                                     |
|  | Lilium pomponium       | Turban lily                         |
|  | Lilium ponticum        |                                     |
|  | Lilium jankae          |                                     |
|  | Lilium albanicum       |                                     |
|  | Lilium polyphyllum     |                                     |

### Section Archelirion
|  | Lilium auratum      | Golden rayed lily of Japan, hoặc Goldband lily |
|  | Lilium platyphyllum |                                                |
|  | Lilium brownii      |                                                |
|  | Lilium japonicum    |                                                |
|  | Lilium nobilissimum |                                                |
|  | Lilium rubellum     |                                                |
|  | Lilium speciosum    | Japanese lily                                  |

### Section Sinomartagon
|  | Lilium davidii         |                                            |
|  | Lilium duchartrei      |                                            |
|  | Lilium henryi          | Tiger Lily hoặc Henry's lily               |
|  | Lilium lancifolium     | Tiger Lily (often được gọi là L. tigrinum) |
|  | Lilium lankongense     |                                            |
|  | Lilium leichtlinii     |                                            |
|  | Lilium papilliferum    |                                            |
|  | Lilium rosthornii      |                                            |
|  | Lilium amabile         |                                            |
|  | Lilium callosum        |                                            |
|  | Lilium cernuum         |                                            |
|  | Lilium concolor        | Morning Star Lily                          |
|  | Lilium fargesii        |                                            |
|  | Lilium pumilum         | Coral Lily, Low Lily, hoặc Siberian Lily   |
|  | Lilium xanthellum      |                                            |
|  | Lilium amoenum         |                                            |
|  | Lilium bakerianum      |                                            |
|  | Lilium henrici         |                                            |
|  | Lilium lijiangense     |                                            |
|  | Lilium lophophorum     |                                            |
|  | Lilium mackliniae      | Siroi Lily                                 |
|  | Lilium nanum           |                                            |
|  | Lilium nepalense       |                                            |
|  | Lilium oxypetalum      |                                            |
|  | Lilium paradoxum       |                                            |
|  | Lilium primulinum      |                                            |
|  | Lilium sempervivoideum |                                            |
|  | Lilium sherriffiae     |                                            |
|  | Lilium souliei         |                                            |
|  | Lilium stewartianum    |                                            |
|  | Lilium taliense        |                                            |
|  | Lilium wardii          |                                            |
|  | Lilium arboricola      |                                            |
|  | Lilium anhuiense       |                                            |
|  | Lilium brevistylum     |                                            |
|  | Lilium habaense        |                                            |
|  | Lilium huidongense     |                                            |
|  | Lilium jinfushanense   |                                            |
|  | Lilium matangense      |                                            |
|  | Lilium pinifolium      |                                            |
|  | Lilium poilanei        |                                            |
|  | Lilium saccatum        |                                            |
|  | Lilium tianschanicum   |                                            |
|  | Lilium floridum        |                                            |
|  | Lilium medogense       |                                            |

### Section Leucolirion
|  | Lilium leucanthum    |             |
|  | Lilium puerense      |             |
|  | Lilium regale        |             |
|  | Lilium sargentiae    |             |
|  | Lilium sulphureum    |             |
|  | Lilium formosanum    |             |
|  | Lilium longiflorum   | Easter Lily |
|  | Lilium philippinense |             |
|  | Lilium wallichianum  |             |
|  | Lilium wenshanense   |             |

### Section Daurolirion
|  | Lilium pensylvanicum |
|  | Lilium maculatum     |

### Section not specified
|  | Lilium eupetes |